# Ренсимен, Уолтер, 1-й барон Ренсимен
Уолтер Рансимен, 1-й барон Рансимен (англ. Walter Runciman, 1st Baron Runciman; 6 июля 1847 — 13 августа 1937) — британский пэр и шотландский судовладелец.

## Биография
Родился 6 июля 1847 года в шотландском городе Данбар. Четвертый сын Уолтера Рансимена (? — 1878), капитана шхуны и позже члена береговой охраны, и Джейн Финли, дочери судовладельца Джона Финли. Семья переехала на станцию береговой охраны в Крессвелле, Нортумберленд, потому что его отец получил там должность. После посещения церковной школы младший Уолтер сбежал из дома, чтобы работать в море в 1859 году.
Это объясняет, почему его внук Стивен называл его «джорди шотландского происхождения, который сбежал в море в 11 лет, стал капитаном к 21 году и основал судоходную линию» и, что полезно для историков смежной области, Уолтер Рансимен написал несколько книг, основанных на его годах в море.
В 1889 году Уолтер Рансимен основал South Shields Shipping Company, базирующуюся в порту Саут-Шилдс, на южном берегу в устье реки Тайн, которая тогда была частью графства Дарем, но теперь в Тайн-энд-Уир. Уолтер Рансимен был управляющим директором и секретарем, а Джон Эллиотт был председателем. В 1892 году офисы компании переехали вверх по реке Тайн в город-порт Ньюкасл. В апреле 1897 года компания сменила название на Moor Line Ltd. Рансимен и его сын, которые продолжали бизнес в качестве партнеров в Runciman and Co, были назначены управляющими директорами Moor Line. Эллиотт умер в 1898 году, и старший Рансимен занимал должность председателя до своей смерти в 1937 году.
В 1922 году Уолтер Рансимен приобрел яхту Sunbeam, построенную в 1874 году для Томаса Брасси. В 1929 году он продал её на слом и заменил ее новой яхтой Sunbeam II, которую он заказал у Уильяма Денни и братьев.
23 июля 1906 года Уолтеру Рансимену был пожалован титул баронета. В 1914—1918 годах он заседал в качестве либерального депутата в Палате общин Великобритании от Хартлупа. В 1910 году он написал «Трагедию Святой Елены», рассказ об изгнании и смерти Наполеона Бонапарта.
17 января 1933 года он получил титул барона Рансимена из Шорстона в графстве Нортумберленд, став членом Палаты лордов Великобритании. В 1937 году его сын, депутат Уолтер Рансимен (1870—1949), последовал за ним в Палату лордов с титулом виконта Рансимена из Доксфорда.
27 марта 1869 года Уолтер Рансимен женился на Энн Маргарет Лоусон (? — 20 февраля 1933), дочери Джона Лоусона, от брака с которой у него был один сын:
- Уолтер Ренсимен, 1-й виконт Ренсимен Доксфордский (19 ноября 1870 — 14 ноября 1949).